# Gārījgān
Gārījgān (persiska: Gārchgan, Gārejgān, گاریجگان, Kārījgān, Gārijgān, Mobārakābād) är en ort i Iran.   Den ligger i provinsen Khorasan, i den östra delen av landet, 800 km sydost om huvudstaden Teheran. Gārījgān ligger 1 372 meter över havet och antalet invånare är 146.
Terrängen runt Gārījgān är lite kuperad, och sluttar västerut. Runt Gārījgān är det glesbefolkat, med 12 invånare per kvadratkilometer. Närmaste större samhälle är Gīvshād, 16,5 km öster om Gārījgān. Trakten runt Gārījgān är ofruktbar med lite eller ingen växtlighet.